# Ministeriale (dolce)
Il ministeriale  è un cioccolatino fondente a forma di medaglione con ripieno di crema al liquore, appartenente alla tradizione dolciaria napoletana. Nacque negli anni '20 come omaggio del pasticcere Francesco Scaturchio ad Anna Fougez. Il successo del cioccolatino spinse il suo creatore a chiedere il titolo di fornitore della casa reale, per ottenere il quale si sottopose a una estenuante trafila burocratica presso diversi ministeri; da qui il nome del cioccolatino.